# Posnîkiv, Mlîniv
Posnîkiv (în ucraineană Посників) este localitatea de reședință a comunei Posnîkiv din raionul Mlîniv, regiunea Rivne, Ucraina.

## Demografie
Componența lingvistică a localității Posnîkiv
     Ucraineană (99,73%)
Conform recensământului din 2001, majoritatea populației localității Posnîkiv era vorbitoare de ucraineană (99,73%), existând în minoritate și vorbitori de alte limbi.